# Pozidriv

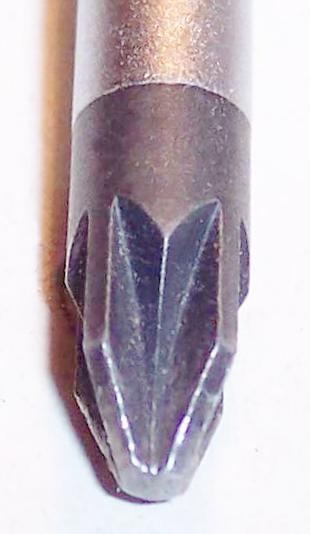
Pozidriv-Schraubenzieher

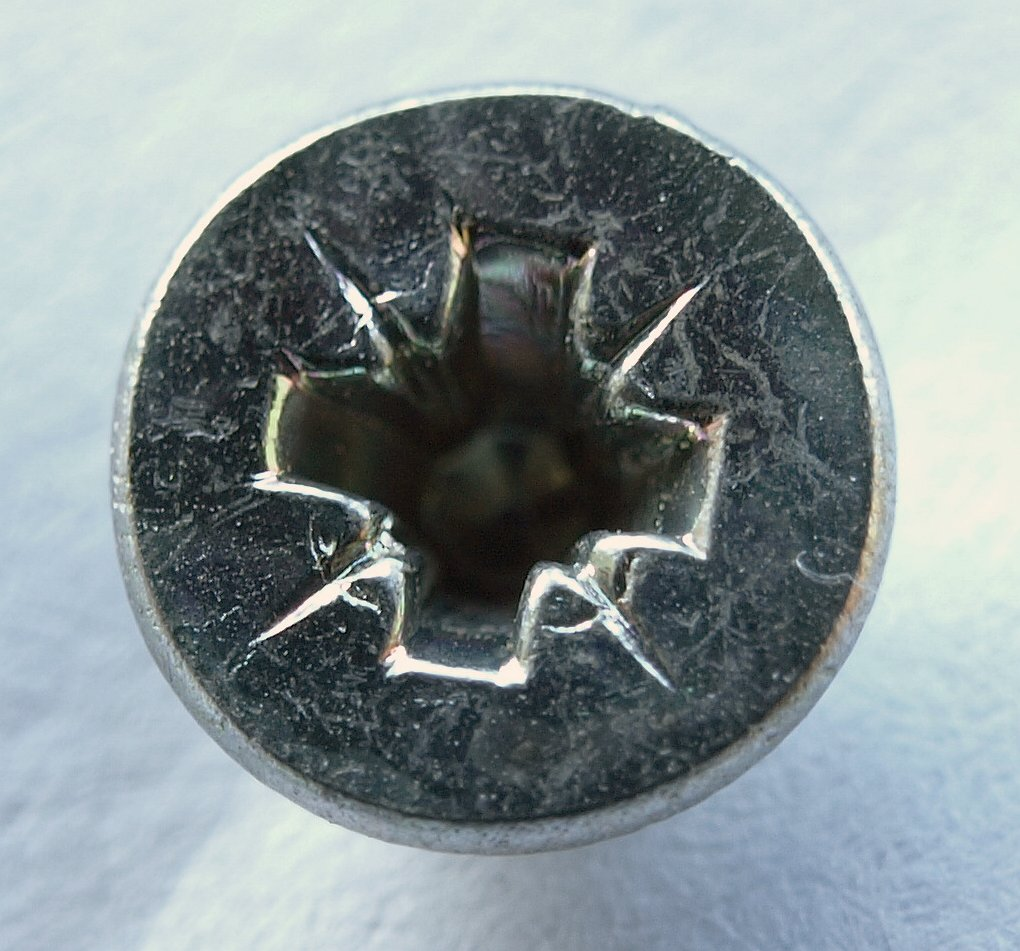
Kopf einer Pozidriv-Schraube mit den vier kennzeichnenden „Strahlen“

Pozidriv [ˈpɔzɪ.draɪv] (kurz PZ) bezeichnet einen Schraubenantrieb mit Kreuzschlitzprofil. Es ist eine Registered Trade Mark und entstand als Weiterentwicklung des Phillips-Recess-Systems (PH). Ein Markenschutz in Deutschland ist zum 28. März 2010 ausgelaufen.
Der Antrieb wurde im Jahre 1962 von der Firma GKN zum Patent angemeldet.
Im Gegensatz zum Phillips-System verjüngen sich beim Pozidriv-System die vier Flanken des passenden Abtriebs (also der Schraubenzieherklingenspitze) zur Spitze hin nicht, sondern sind planparallel gefräst. Hier besteht daher kein Zusammenhang zwischen axialer Anpresskraft des Werkzeugs auf die Schraube und ihrem Anzugsdrehmoment. Das notwendige Drehmoment zum Eindrehen einer Schraube ist zwar dasselbe, jedoch ist der Vorgang einfacher und weniger kraftaufwendig, weil praktisch keine Anpresskraft aufgewendet werden muss.
Während der Herstellung wird die Klinge von vier Seiten in jeweils zwei Arbeitsschritten mit zylinderförmigen Scheiben eingeschliffen. Dadurch kann Planparallelität erreicht werden (die Phillips-Klinge wird hingegen in nur einem Arbeitsgang je Seite mit einer Scheibe in Form eines Doppelkegelstumpfes geschliffen). Zwischen den vier Klingen des Schraubenziehers bleibt jeweils ein zum Griff hin zunehmendes Dreiecksprofil stehen. Augenfälliges Kennzeichen der Schrauben mit Pozidriv-Kreuzschlitz sind die vier um 45 Grad versetzt eingeprägten „Strahlen“ auf dem Schraubenkopf, was eine Verwechslung mit Phillips-Kreuzschlitzschrauben weitgehend ausschließt.
Pozidriv-Antriebe werden mit dem Kürzel PZ sowie einem Größenindex gekennzeichnet – in aufsteigender Größe PZ 0, PZ 1, PZ 2, PZ 3, PZ 4, PZ 5. Als Pozidriv-Schrauben auch im Bereich der Feinmechanik Einzug hielten, wurde die Größenpalette um die Größen PZ 00 und PZ 000 für sehr kleine Schrauben erweitert.

## Unterscheidung

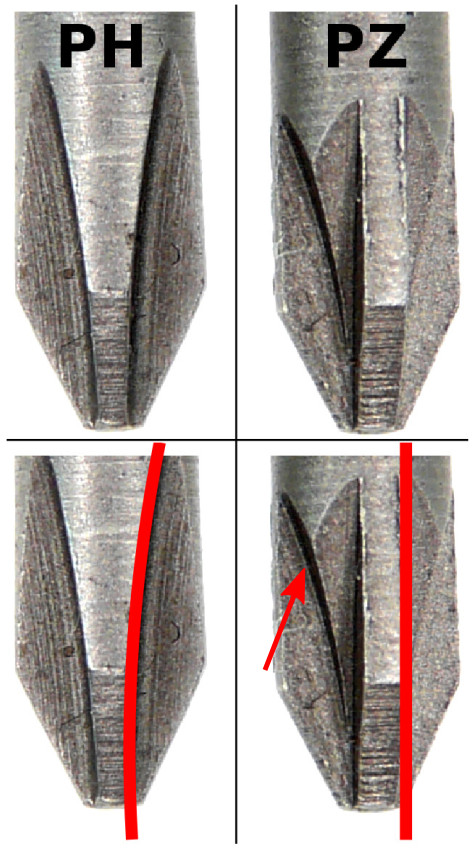
Unterschied zwischen Phillips (PH)- und Pozidriv (PZ)-Schrauben

Pozidriv-Schrauben und -Schraubenzieher sind gekennzeichnet, um sie von anderen Kreuzschlitzschrauben zu unterscheiden. Schrauben weisen eine kleine Markierung auf, die im Winkel von 45 Grad zum Kreuzschlitz angeordnet ist. An den Schraubenziehern finden sich kleine dachförmige Erhebungen (siehe Pfeil in der Abbildung). Der eigentliche Unterschied liegt in der Ausformung der Schlitze. Bei PZ-Schrauben ist die Breite konstant (siehe rote Gerade in der Abbildung). Im Gegensatz dazu verjüngen sich beispielsweise bei PH-Schrauben die Schlitze (siehe rotes Kreissegment in der Abbildung).
Auch wenn Pozidriv- und Phillips-Recess-Schrauben und -Werkzeuge ähnlich aussehen, passen sie einwandfrei nur bei der jeweils zugehörigen Sorte und Größe. Bei nicht passender Größe oder Sorte beschädigt die Klinge leicht die Schraube.

## Vor- und Nachteile
Pozidriv entstand als Weiterentwicklung des Phillips-Recess-Kreuzschlitzes für das Schrauben bei höheren Geschwindigkeiten mit drehmomentbegrenzten Maschinen. Eine Drehmomentbegrenzung ist also bei maschinellem Einschrauben notwendig. Phillips-Schraubenzieher können für Pozidriv-Schrauben bedingt verwendet werden, weisen aber Spiel auf. Pozidriv-Schraubenzieher können hingegen für Phillips-Schrauben nicht verwendet werden – sie passen nicht in den konischen Schlitz; wenn ein Schraubenzieher einer Nummer kleiner verwendet wird, kann kein hohes Drehmoment übertragen werden.

## Verwendung
Im Metall- und Maschinenbau wird Pozidriv nur selten verwendet. Praktisch genutzt wird das Pozidriv-System heute gerne bei Senkkopfschrauben für Handwerk und Heimwerker, typischerweise Nagelschrauben und Schrauben für Spanplatten. Im holzverarbeitenden Handwerk geht die Tendenz verstärkt zu Torx-Schrauben, da damit praktisch keine Axialkraft mehr aufzubringen ist und auch das maximal übertragbare Drehmoment höher ist.